# Attila Czene
Attila Czene [ˈɒtilːɒ ˈtsɛne] (* 20. Juni 1974 in Szeged) ist ein ehemaliger ungarischer Schwimmer. Er gewann bei Olympischen Spielen je eine Gold- und Bronzemedaille im Lagenschwimmen. Bei Weltmeisterschaften erhielt er drei Bronzemedaillen und bei Europameisterschaften drei Silbermedaillen.

## Karriere
Czene begann seine internationale Karriere Anfang 1991 bei den Weltmeisterschaften in Perth. Er trat über 100 und 200 Meter Rücken sowie über 200 Meter Lagen an, erreichte aber kein Finale. Im August 1991 bei den Europameisterschaften in Athen wurde Czene Achter über 100 Meter Rücken und Fünfter über 200 Meter Lagen. Im Jahr darauf bei den Olympischen Spielen 1992 in Barcelona erreichte Czene als 16. der Vorläufe über 400 Meter Lagen gerade noch das B-Finale. Dort steigerte er sich um fünf Sekunden gegenüber dem Vorlauf und belegte als Sieger des B-Finales den neunten Platz in der Gesamtwertung. Über 200 Meter Lagen siegte sein Landsmann Tamás Darnyi vor Greg Burgess aus den Vereinigten Staaten. 0,03 Sekunden hinter Burgess erkämpfte Attila Czene die Bronzemedaille.
1993 erreichte Czene bei den Europameisterschaften in Sheffield nur das Finale über 200 Meter Lagen. Es siegte der Finne Jani Sievinen mit über eine Sekunde Vorsprung auf Attila Czene, dahinter erhielt der Deutsche Christian Keller die Bronzemedaille. Im Jahr darauf bei den Weltmeisterschaften 1994 in Rom belegte Czene den sechsten Platz über 200 Meter Freistil. Die ungarische 4-mal-100-Meter-Lagenstaffel mit Tamás Deutsch, Norbert Rózsa, Péter Horváth und Attila Czene gewann die Bronzemedaille hinter den Staffeln aus den Vereinigten Staaten und aus Russland. Über 200 Meter Lagen siegte Jani Sievinen vor Greg Burgess. Attila Czene erkämpfte die Bronzemedaille mit 0,17 Sekunden Vorsprung vor Eric Namesnik aus den Vereinigten Staaten.
Bei den Europameisterschaften 1995 in Wien belegte Czene den siebten Platz über 100 Meter Freistil und den achten Platz über 200 Meter Freistil. Die Lagenstaffel mit Tamás Deutsch, Károly Güttler, Péter Horváth und Attila Czene erschwamm die Silbermedaille hinter der russischen Staffel und vor den Deutschen. Über 200 Meter Lagen gewann wieder Jani Sievinen vor Czene und Keller. Bei seiner zweiten Olympiateilnahme 1996 in Atlanta schied Czene als 20. der Vorläufe über 200 Meter Freistil aus. Über 200 Meter Schmetterling gewann er das B-Finale und wurde somit Neunter. Jani Sievinen hatte von 1993 bis 1995 drei Titel über 200 Meter Lagen gewonnen. In Atlanta siegte Czene mit 0,22 Sekunden Vorsprung vor Sievinen, Dritter wurde der Kanadier Curtis Myden. Nach zwei Olympiasiegen von Tamás Darnyi 1988 und 1992 war Attila Czenes Triumph der dritte Olympiasieg für Ungarn in Folge. Die ungarische Lagenstaffel mit Deutsch, Güttler, Horváth und Czene belegte den sechsten Platz.
Die Weltmeisterschaften 1998 fanden wie 1991 in Perth statt. Die ungarische Lagenstaffel mit Attila Czene, Norbert Rózsa, Péter Horváth und Attila Zubor erkämpfte die Bronzemedaille hinter den Australiern und dem Quartett aus den Vereinigten Staaten. 1999 wurde Czene bei den Europameisterschaften in Istanbul Sechster über 200 Meter Lagen. Czene hatte zunächst in Ungarn studiert. 2000 stellte er als Student der Arizona State University einen Weltrekord über 200 Meter Lagen auf der 25-Meter-Bahn auf. Bei den Olympischen Spielen 2000 in Sydney schied Czene mit der 4-mal-200-Meter-Freistilstaffel mit der zehntbesten Vorlaufzeit aus. Über 200 Meter Lagen erreichte Czene zum dritten Mal in Folge das Olympiafinale. Es gewann der Italiener Massimiliano Rosolino vor Tom Dolan und Tom Wilkens aus den Vereinigten Staaten. Mit 0,29 Sekunden Rückstand auf Wilkens wurde Czene Vierter vor dem amtierenden Europameister Marcel Wouda aus den Niederlanden.
Von 2010 bis 2012 war Czene Staatssekretär für Sport unter dem Minister Miklós Réthelyi.